# Phytocoris sacramento
Phytocoris sacramento är en insektsart som beskrevs av Stonedahl 1988. Phytocoris sacramento ingår i släktet Phytocoris och familjen ängsskinnbaggar. Inga underarter finns listade i Catalogue of Life.